# Parti révolutionnaire populaire touvain
Pour les articles homonymes, voir Parti révolutionnaire populaire.
Le parti révolutionnaire populaire touvain (mongol : ᠲᠠᠩᠨᠦ
ᠲᠤᠧᠠ
ᠢᠢᠨ
ᠠᠷᠠᠳ
ᠤᠨ
ᠬᠤᠪᠢᠰᠭᠠᠯ
ᠳᠤ
ᠨᠠᠮ, VPMC : Tangnu Tuva-yin arad-un qubisγal-tu nam) est un parti politique de Touva, fondé en 1921. À la création de la république populaire touvaine la même année, ce parti unique contrôle son gouvernement, en tant que parti d'avant-garde.

## Histoire
Une convention de révolutionnaires touvains se réunit, sous le patronage soviétique, le 29 octobre 1921 et un bureau est formé. Le Premier Congrès se réunit le 28 février 1922 lorsque le « gouvernement populaire » touvain est établi. Cependant, dès le Second Congrès, le 6 juillet 1923, le parti est dissout à cause de l'insatisfaction soviétique pour en créer un nouveau. Le Quatrième Congrès se réunit en octobre 1925, puis le Septième en 1928. Le comité central est autorisé à établir des cellules du parti et des branches de la Ligue de jeunesse révolutionnaire à travers le pays.
Lors de la deuxième session plénière du comité central du parti en 1929, l'aile de droite, nationaliste et dirigée par Donduk Kuular, dont l'intention était de conserver le bouddhisme tibétain (lamaïsme) comme religion d'État en contradiction avec la constitution proclamée, est dissoute lors du coup d'État de 1929. La direction du parti est alors prise par Salchak Toka. Le Huitième Congrès ouvre la voie à une reconstruction socialiste et une collectivisation, sous le mot d'ordre de « révolution anti-féodale ». En avril-mai 1930, une prétendue « contre-révolution des nobles touvains et des koulak-colons russes », dont l'intention est de « renverser le « gouvernement révolutionnaire » », débute, mais elle réprimée par la force. Le comité central du parti révolutionnaire populaire adopte alors des résolutions afin de confisquer la propriété des exploitants, afin de conduire une collectivisation agricole « sur une base volontaire inconditionnelle » « afin de lutter pour la complète indépendance des pays impérialistes et coopérer de façon étroite avec les peuples opprimés et la classe ouvrière du monde entier ».
Le parti est admis au Komintern comme « Parti sympathisant » au Septième congrès du Komintern en 1935.